# The Amazing Spider-Man vs. The Kingpin
 (mars 2020).
Si vous disposez d'ouvrages ou d'articles de référence ou si vous connaissez des sites web de qualité traitant du thème abordé ici, merci de compléter l'article en donnant les références utiles à sa vérifiabilité et en les liant à la section « Notes et références ».
Spider-Man (aussi connu sous le nom The Amazing Spider-Man vs. The Kingpin) est un jeu vidéo d'action et de plates-formes sorti en 1991 en arcade sur Mega-Tech et sur console Game Gear, Mega Drive, Mega-CD et Master System. Le jeu a été développé par SEGA of America, Inc. et Technopop et édité par Sega.